# Буйон Шартье

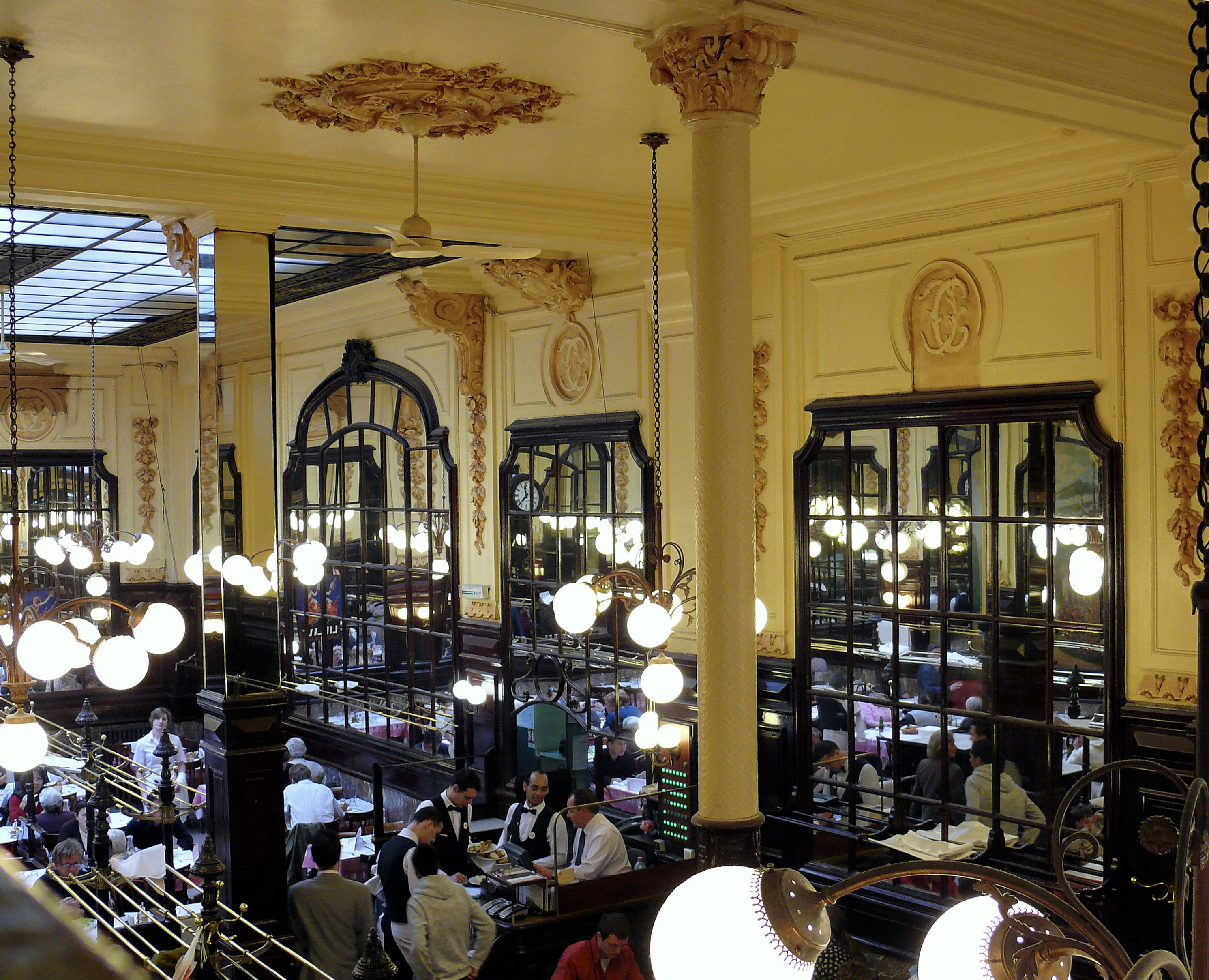
Интерьер ресторана «Bouillon Chartier»

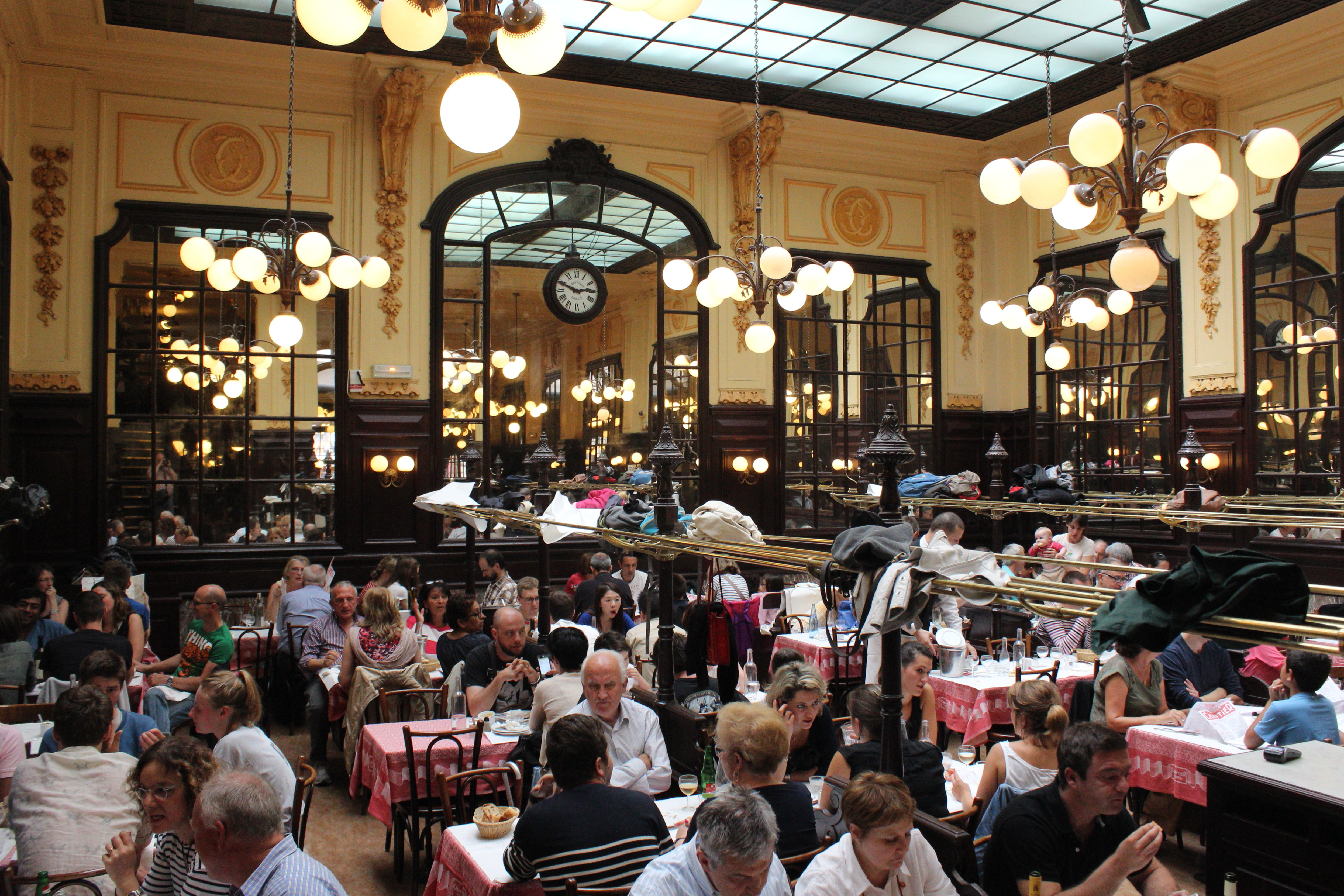
Ресторан «Bouillon Chartier»

«Буйон (Бульон) Шартье» , или Шартье (фр. Bouillon Chartier) — популярный парижский ресторан. Расположен в IX округе Парижа, на Монмартре (ул. Флобер д. 7), близ Парижских бульваров, особняка Друо (фр.), музея Гревен и Парижской фондовой биржи.
С 1989 года — исторический памятник Франции.

## История
Создан в 1896 году братьями Фредериком и Камилем Шартье (Chartier). На начальном этапе существования ресторана, следуя концепции основателей — обеспечить достойную еду по разумной цене и хорошее обслуживание клиентов — здесь подавали только отварную говядину вместе с бульоном, в котором она варилась. Позже меню пополнилось другими, также недорогими блюдами. Со временем ресторан стал отличаться от других подобных заведений большой пропускной способностью.
Пользуется большой популярностью у парижан и туристов со всего мира. Открыт 365 дней в году. Обслуживание прекращается в 22 часа.
В интерьере ресторана до сих пор сохранились не только меню, которые по-прежнему пишутся фиолетовыми чернилами, но и личные вещи завсегдатаев, оставивших их в ресторане в качестве оплаты своего долга. Также сохранился декор 1900 года и мебель от Тоне (фр.). Обслуживание обеспечивает персонал, одетый в традиционные rondin (плотно облегающие чёрные жилеты со множеством карманов) и длинные белые передники.
Ресторан предлагает блюда традиционной французской кухни, но также широкий спектр вариантов с бесконкурентными[что?] ценами. В меню: винегрет, лук-порей, яйца вкрутую с майонезом, овощной суп или улитки; мясо, рыба или овощи, тушёные на медленном огне.